# Friedrich Hinkel
Friedrich Wilhelm Hinkel (* 28. Dezember 1925 in Berlin; † 12. Juni 2007 ebenda) war ein deutscher Architekt und Archäologe. Mit seiner archäologischen Arbeit im Sudan legte er die Grundlagen für die Archäologische Karte von Sudan, eine Bestandsaufnahme aller antiken Denkmäler und Fundstätten im Sudan.

## Werdegang
Friedrich Wilhelm Hinkel wurde 1925 als einziger Sohn einer Stenotypistin und eines Kaufmanns in Berlin geboren und wuchs dort auf. Seine Jugendjahre waren von der Weltwirtschaftskrise und dem Ende der Weimarer Republik überschattet. Sein Vater verließ die Familie, als Hinkel 14 Jahre alt war. Hinkel besuchte die Oberrealschule, als der Zweite Weltkrieg ausbrach. Mit 17 Jahren diente er dann als Kanonier in der Wehrmacht an der Ostfront. Hinkel geriet in sowjetische Kriegsgefangenschaft und wurde nach Sibirien geschickt. Trotz der kargen Verhältnisse vor Ort in dem Kriegsgefangenenlager behielt er seine strenge vegetarische Lebensweise bei. Nach der Entlassung aus der Kriegsgefangenschaft kehrte er heim nach Berlin und machte dort von 1945 bis 1947 eine Lehre zum Maurer und Zimmermann.

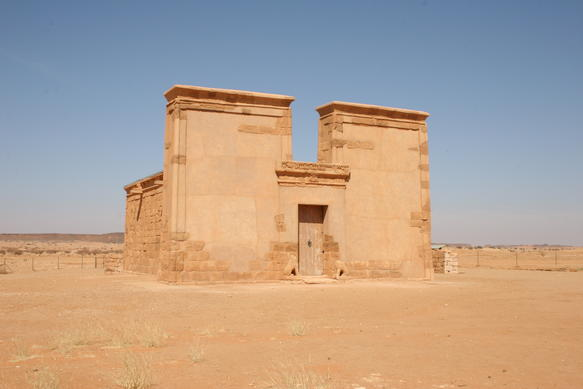
Löwentempel in al-Musawwarat as-sufra (2006)

Danach studierte er von 1947 bis 1950 an der Ingenieurschule für Bauwesen Magdeburg und graduierte als Hochbau-Ingenieur. Hinkel war als Bauleiter und Statiker tätig. 1952 arbeitete er als Architekt für den Bundesvorstand des Freien Deutschen Gewerkschaftsbundes (FDGB) und anschließend bis 1959 für die Deutsche Bauakademie (DBA). Während seiner Tätigkeit für die DBA wirkte er am Wiederaufbau der Staatsoper Unter den Linden mit und an der Entwicklung der Großplattenbauweise in Hoyerswerda. Hinkel war weltweit unterwegs. Er errichtete Pavillons für internationale Messen und DDR-Industrieausstellungen. Darüber hinaus begleitete er Grabungsteams, für die er die Aufmaße und Zeichnungen anfertigte. Bei einer Ausgrabung fertigte er Pläne für den Wiederaufbau des sudanesischen Löwentempels in al-Musawwarat as-sufra an, der schließlich von 1969 bis 1970 unter der Leitung von Fritz Hintze und Karl-Heinz Priese rekonstruiert wurde.
Im Jahr 1959 schloss Ägypten mit dem Sudan ein Abkommen zwecks Bau des Assuan-Staudamms, da der geplante Stausee (siehe Nassersee) nicht nur große Teile des Niltales in Ägypten, sondern auch große Teile südlich der Landesgrenze überschwemmen würde. Auf dem Gebiet standen zu dem Zeitpunkt alte Pyramiden und Tempel aus der nubischen Zeit, welchen durch die Wassermassen die Zerstörung drohte. Hinkel, nun wissenschaftlicher Mitarbeiter am Zentralinstitut für Alte Geschichte und Archäologie (ZIAGA), hielt sich 1960 beruflich im Sudan auf. Er nahm an einer Ausgrabung teil und machte durch die Sicherung der Bauwerke auf sich aufmerksam. Der damalige Direktor der sudanesischen Altertumsverwaltung bat ihn daher, die Rettung der Bauwerke zu übernehmen, die aus bröckligem Sandstein bestanden. Diese sollten abgebaut und 1.500 km nach Khartum transportiert werden, um in einem geplanten Pyramidenpark wieder errichtet zu werden. Hinkel verfügte zu jener Zeit weder über genügend finanzielle Mittel noch konnte er mit neuester Technik dienen. Trotzdem nahm Hinkel die Herausforderung an. Die Ausgangslage war schwierig. Seitens der DDR und des Sudans gab es kaum finanzielle und personelle Unterstützung für das Projekt. Es standen ihm lediglich 50 Mann zur Verfügung. Dabei handelte es sich nur um Dorfbewohner und Nomaden. Etwas finanzielle Entlastung erhielt er durch die UNESCO, die einen Teil der Mittel für Löhne und Material bereitstellte. Daher musste Hinkel den Großteil der Zeit improvisieren.
Hinkel nahm zwischen 1960 und 1962 an zwei Grabungskampagnen im Sudan teil. Von 1962 bis 1964 leitete er im Auftrag der sudanesischen Altertumsverwaltung den Abbau von vier ägyptischen Tempeln und den Transport nach Khartum. Um die Tempelblöcke zu der nächsten Bahnstation zu bringen, ließ er aus 50 Benzinfässern eine Fähre über den Nil bauen und brachte dann die Tempelblöcke auf der anderen Uferseite mit Mahagoni-Schlitten dorthin. Ein Kollege aus Frankfurt am Main spottete damals:

„Sie sind also der, der die Tempel in Güterwagen laden und als Sand wieder heraus schippen will.“

In Wirklichkeit riss nur ein einziger von den etwa 12.000 transportierten Tempelblöcken in der Mitte durch. Beim Wiederaufbau der Tempel benutzte Hinkel dieselben Techniken wie die ursprünglichen Erbauer der Tempel. Von 1965 bis 1973 war er als Architekt für den Sudan Antiquities Service tätig. Während dieser Zeit leitete er den Bau des Nationalmuseums in Khartum und schuf das Museum zu Ali-Dinar-Museum in der Hauptstadt al-Faschir des sudanesischen Bundesstaates Schamal Darfur.
Von 1973 bis 1975 war er wieder in Berlin. Während dieser Zeit ging er der Auswertung seines mitgebrachten Materials nach und publizierte Artikel und Bücher. Im Laufe der Zeit entwickelte sich Hinkel zum wichtigsten Sudan-Experten der DDR.

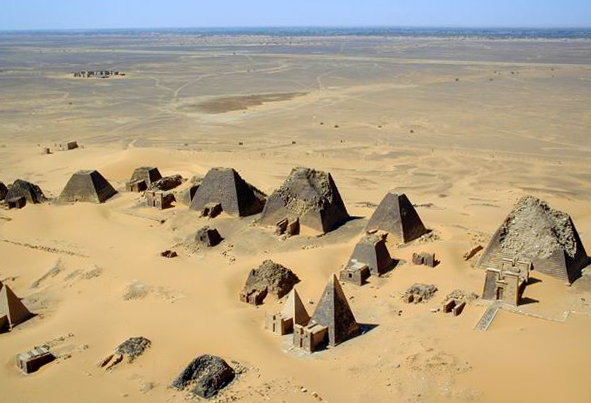
Luftbild der Pyramiden von Meroe (2001)

Hinkel war von 1976 bis 1985 für die Generaldirektion der Altertümer und Museen (DGAM) im Sudan tätig. Während dieser Zeit führte er Restaurations- und Rekonstruktionsarbeiten in der Hafenstadt Sawakin am Roten Meer und bei mehr als 100 Grabstätten im Pyramidenfeld von Meroe durch. In diesem Zusammenhang entdeckte Hinkel 1979 die erste und bisher einzige Bauzeichnung einer Pyramide. Zu der Entdeckung sagte er folgendes:

„Das war an der Wand der Opferkapelle von Pyramide 8, gegen Mittag: Ich bewegte einen Wandblock, Sonne fiel drauf, und da war sie, die Zeichnung des Kollegen, geritzt in Stein.“

1985 leitete er die Ausgrabungen und Dokumentation eines Sonnentempels und eines Priesterhauses in Meroe. Bei seiner Arbeit ging er stets umsichtig vor, anders als der Italiener Giuseppe Ferlini im Jahr 1834. Während seines Aufenthalts zerstörte dieser damals unter anderem die Pyramide N6 fast vollständig. Hinkel sagte einmal folgendes über ihn:

„Wenn Ferlini sofort begriffen hätte, dass die Könige von Merowe ihre Grabkammern unterirdisch bauten und nicht wie die Ägypter in der Pyramide selbst, hätte er vielleicht nicht so viel Unheil angerichtet.“

1980 promovierte er an der Akademie der Wissenschaften. Hinkel war 1981 als Berater für die UNESCO am Museum in Tripolis (Libyen) tätig. Von 1985 bis 1988 fungierte er als Berater der Generaldirektion der Altertümer und Museen im Sudan. Hinkel wurde 1986 zum Vorsitzenden der International Society for Nubian Studies gewählt.
Mit der Deutschen Wiedervereinigung ging er in den Ruhestand und konnte ohne Reiseeinschränkungen in den Sudan reisen. Das Deutsche Archäologische Institut (DAI) unterstützte ihn ab 1996 bei seinen Reisen. Er war dort korrespondierendes Mitglied. Währenddessen wurden die Mittel von der UNESCO für den Erhalt der Tempel gestrichen. Daraufhin versuchte Hinkel, Touristen als Sponsoren zu gewinnen, was ihm auch gelang. Mit der Spende, 9.000 Dollar, einer Engländerin konnte das Grabmal des Prinzen Taktidamani 1998 in dreieinhalb Wochen abgebaut werden und auf einem Fundament aus Stahlbeton wieder errichtet werden. Bei dem Unternehmen wurden 650 Sandsteinblöcke in 23 Schichten (8 Meter) bewegt. In diesem Zusammenhang sagte Hinkel in einem Interview Ende 1998 weiter:

„Die restlichen 2 Meter machen wir neu, da die Originalblöcke nicht mehr da sind.“

Hinkel verstarb 2007 im Alter von 82 Jahren an den Folgen einer Krebserkrankung.
Hinkels wissenschaftlichen Nachlass verwaltet das Deutsche Archäologische Institut. Er bildet eines der wichtigsten Archive zum antiken Sudan. Von 2017 bis 2020 wurde sein Archiv vom Deutschen Archäologischen Institut digitalisiert und über die iDAI.welt öffentlich zugänglich gemacht, zugleich Grundlage für ein erstes nationales Denkmalregister des Sudan.

## Familie
Mit seiner Ehefrau Anneliese hatte er zwei Töchter. Die jüngste Tochter Mariam war ebenfalls Architektin und sollte seine Nachfolgerin werden. Sie starb 1989 bei einem Autounfall während einer Ausgrabung in Damaskus (Syrien). Zu diesem Zeitpunkt arbeitete sie an ihrer Doktorarbeit über Sudan-Archäologie. Während seiner Forschungsjahre sah Hinkel seine Familie nur selten. Nach den damaligen Reisebestimmungen der DDR konnten ihn seine Ehefrau und nur eine Tochter maximal einen Monat im Jahr besuchen. Die andere Tochter musste in der DDR zurückbleiben.

## Auszeichnungen
- Stern der Völkerfreundschaft
- 1992: Verdienstorden der Bundesrepublik Deutschland 1. Klasse
- 1998: Order of the Two Niles (höchste Auszeichnung der Republik Sudan)

## Artikel/Werke (Auswahl)
- Auszug aus Nubien. Akademie Verlag, 1978.
- The Archaeological Map of the Sudan. Teil 1, Akademie Verlag, 1979, DNB 800347870.
- The Archaeological Map of the Sudan: The Area of the South Libyan Desert. Teil 2, Akademie Verlag, 1979, DNB 800208897.
- Pyramide oder Pyramidenstumpf? Ein Beitrag zu Fragen der Planung, konstruktiven Baudurchführung und Architektur der Pyramiden von Meroe (Teil A). In: Zeitschrift für Ägyptische Sprache. Band 108, Heft 1, Dezember 1981, ISSN 2196-713X, S. 109–128.

## Trivia
Das Motto von Friedrich Hinkel lautete Carpe diem! eine Sentenz aus der um 23 v. Chr. entstandenen Ode „An Leukonoë“ des römischen Dichters Horaz. Es geht darum, die knappe Lebenszeit heute zu genießen und das nicht auf den nächsten Tag zu verschieben.